# Kim Tae-yeon
Kim Tae-yeon (김태연?, 金泰耎?, Gim TaeyeonLR, Kim T'aeyŏnMR; Jeonju, 9 marzo 1989) è una cantante e attrice sudcoreana, leader del gruppo musicale Girls' Generation, membro dei suoi sottogruppi TaeTiSeo, Oh!GG, e degli SM the Ballad.

## Biografia

### Primi anni
Kim Tae-yeon nacque il 9 marzo 1989 a Jeonju, Corea del Sud. La sua famiglia è composta dai genitori, da un fratello maggiore, Kim Ji-woong e da una sorella minore, Kim Ha-yeon.
A 13 anni, Kim Tae-yeon arrivò alla conclusione che il suo unico talento fosse il canto, pertanto lei e suo padre iniziarono a viaggiare da Jeonju a Seul per permetterle di seguire le lezioni di canto alla SM Academy. Il cantante The One fu uno dei suoi insegnanti e, nel 2004, le diede l'opportunità di collaborare alla propria canzone "You Bring Me Joy". Successivamente, quello stesso anno vinse il primo premio al SM Youth Best Competition e firmò ufficialmente il contratto con la SM Entertainment. Dopo aver completato le lezioni, debuttò come membro del gruppo Girls' Generation nel 2007. Nel 2008, Kim Tae-yeon si diplomò alla Jeonju Art High School, che la premiò conferendole il Lifetime Achievement Award.

## Carriera

### Carriera da solista

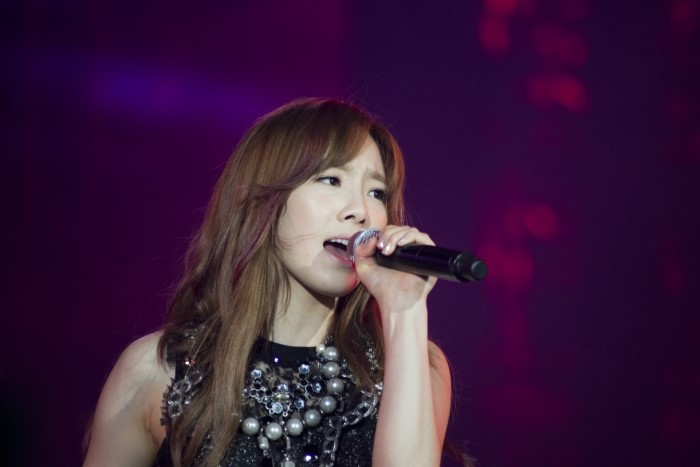
Kim Tae-yeon all'Expo 2012 Yeosu.

Nel 2008, Kim Tae-yeon pubblicò le sue prime canzoni come solista, "If" per la colonna sonora del drama Kwaedo Hong Gil-dong (Hong Gil-dong) e "Can You Hear Me" per quella di Beethoven Virus. "If" divenne popolare in varie classifiche musicali online, mentre "Can You Hear Me" ricevette il Premio popolarità ai Golden Disk Awards 2008. Sempre nel 2008, debuttò con Kangta per il brano "7989". Nel 2009 uscì "It's Love", in collaborazione con Sunny, per la serie Maentange heding (Heading to the Ground): oltre a raggiungere la vetta delle classifiche musicali, la canzone fu considerata una delle migliori colonne sonore della seconda metà dell'anno. In seguito, partecipò al brano S.E.O.U.L. (con i Super Junior e le altre Girls' Generation) allo scopo di promuovere il turismo nella capitale della Corea del Sud. Il 2010 segnò un nuovo duetto con il suo mentore The One, "Like a Star", e un'altra colonna sonora, "I Love You", per Athena - Jeonjaeng-ui yeosin (Athena: Goddess of War): quest'ultima, che uscì il 13 dicembre, ottenne buoni piazzamenti in alcune classifiche. Quello stesso anno, partecipò al brano "Cabi" (con i 2PM e le Girls' Generation) per promuovere il parco acquatico Caribbean Bay. Nel 2011, Kim Tae-yeon duettò con Kim Bum-soo per "Different", che raggiunse il secondo posto della Circle Chart dei singoli digitali poco dopo l'uscita.
Nel 2012, Kim Tae-yeon pubblicò il singolo "Missing You Like Crazy" per il drama The King 2 Hearts. Essa raggiunse immediatamente la prima posizione in tutte le classifiche coreane, ottenendo un all-kill. La cantante aveva precedentemente rifiutato di cantarla a causa degli impegni con le Girls' Generation, ma lo aveva promesso al direttore musicale Lee Pil-ho dopo aver lavorato con lui in Beethoven Virus; egli dichiarò poi che non aveva considerato nessun altro a parte Kim Tae-yeon per cantare il brano. "Missing You Like Crazy" fu scelta come colonna sonora più popolare dell'anno ai Seoul Drama Awards 2012. Sempre nel 2012, cantò "Closer" per il drama Areumda-un geudae-ege (To the Beautiful You). Anche il 2013 fu un anno di colonne sonore: "And One" per Geu gyeo-ul, baram-i bunda (That Winter, The Wind Blows), che debuttò al primo posto della Billboard Korea K-pop Hot 100 e in altre classifiche, stabilendo un altro all-kill, poi "Bye" per il film Mr. Go. Nel 2014, registrò "Colorful" per la campagna "Il mondo è più bello perché siamo diversi" di JTBC, e "Love, That One Word" per la serie Neohuideul-eun powidwaessda (You're All Surrounded), raggiungendo il secondo posto su Melon e il primo in altre classifiche musicali. A febbraio 2015, partecipò alla canzone "Shake That Brass" di Amber.
Il 7 ottobre 2015 uscì il suo primo EP da solista, I, mentre il 3 febbraio 2016 uscì il singolo Rain.
Il 25 giugno 2016 Taeyeon pubblica il singolo di pre-rilascio, Starlight con DEAN, per il suo secondo EP,  Why, rilasciato il 28 giugno dello stesso anno, e il 1º novembre rilascia il singolo 11:11, che è stato incluso nel suo primo album in studio, My Voice, rilasciato il 28 febbraio 2017. Il 13 dicembre dello stesso anno Taeyeon pubblica il suo primo album speciale, intitolato This Christmas.
Nel 2019 Taeyeon rilascia il suo primo EP, intitolato Voice. Il 28 ottobre rilascia il suo secondo album in studio Purpose e nella prima metà del 2022 rilascerà il suo terzo album in studio.

#### Girls' Generation

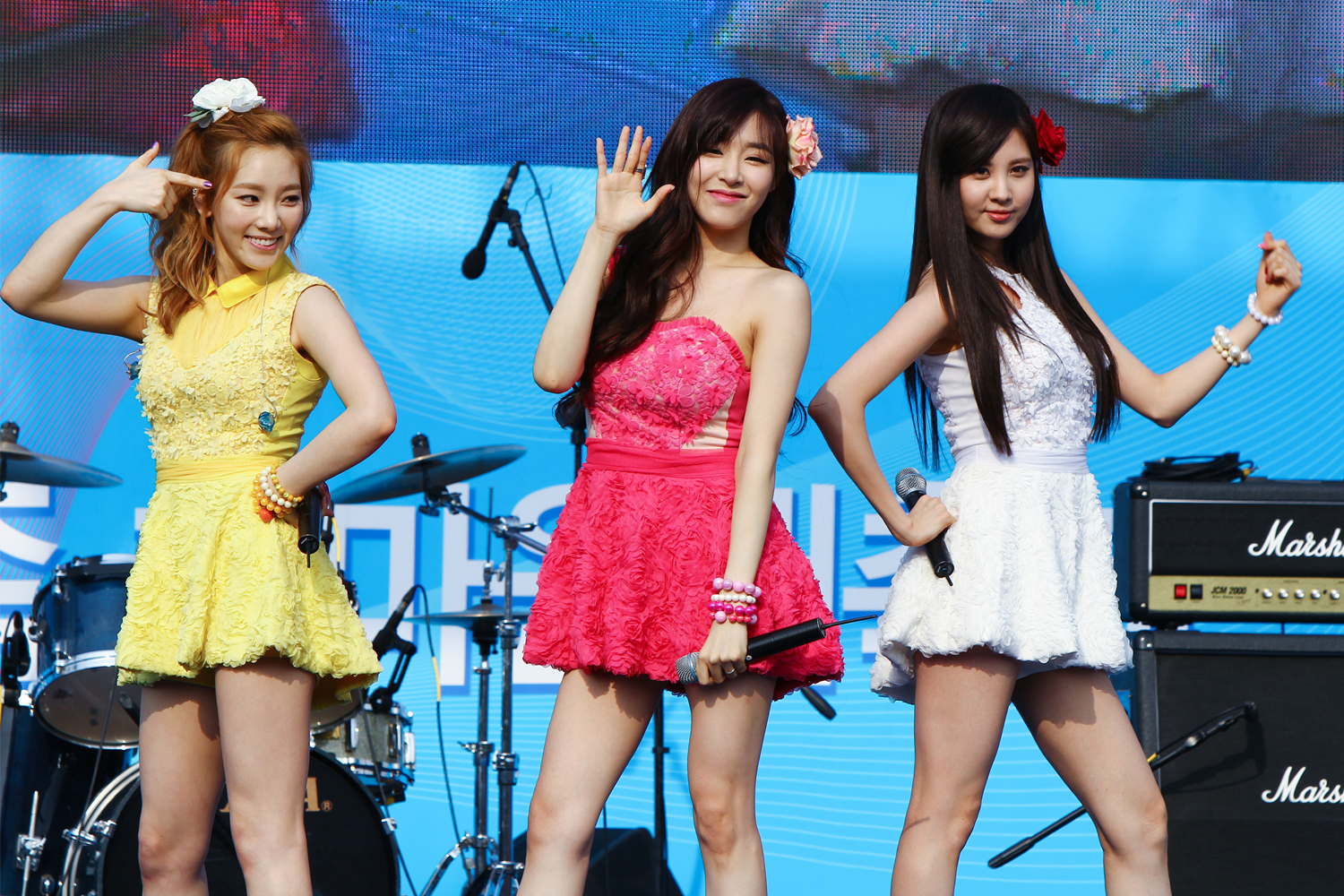
Taeyeon (la prima a sinistra) con leTaeTiSeo il 25 maggio 2013

Nel 2007, Kim Tae-yeon debuttò nel gruppo musicale Girls' Generation, formato da nove membri. Essendo la più grande fu scelta come leader e la pressione la portò a soffrire, per qualche tempo, di sonnambulismo.
Nel 2012, insieme alle compagne Tiffany e Seohyun formò il sottogruppo TTS, pubblicando il primo EP Twinkle. Il sottogruppo ha uno stile e un concept diverso dal gruppo originario, focalizzandosi principalmente sulle abilità vocali di ciascuna cantante piuttosto che sulle esibizioni di gruppo. Il 25 agosto 2014 iniziò un reality show a loro dedicato, The TaeTiSeo, sul canale OnStyle. Nel 2018 debutta nel secondo sottogruppo delle SNSD, Oh!GG con i membri Sunny, Hyoyeon, Yuri e Yoona con il singolo Little Touch.

#### SM The Ballad
Gli SM the Ballad sono un gruppo formato nel 2010 unendo vari artisti della SM Entertainment. Kim Tae-yeon si unì a loro nel 2014, comparendo nel secondo EP SM the Ballad Vol. 2, in cui duettò con Jonghyun per la title track "Breath" e realizzò il brano da solista "Set Me Free".

## Altre attività

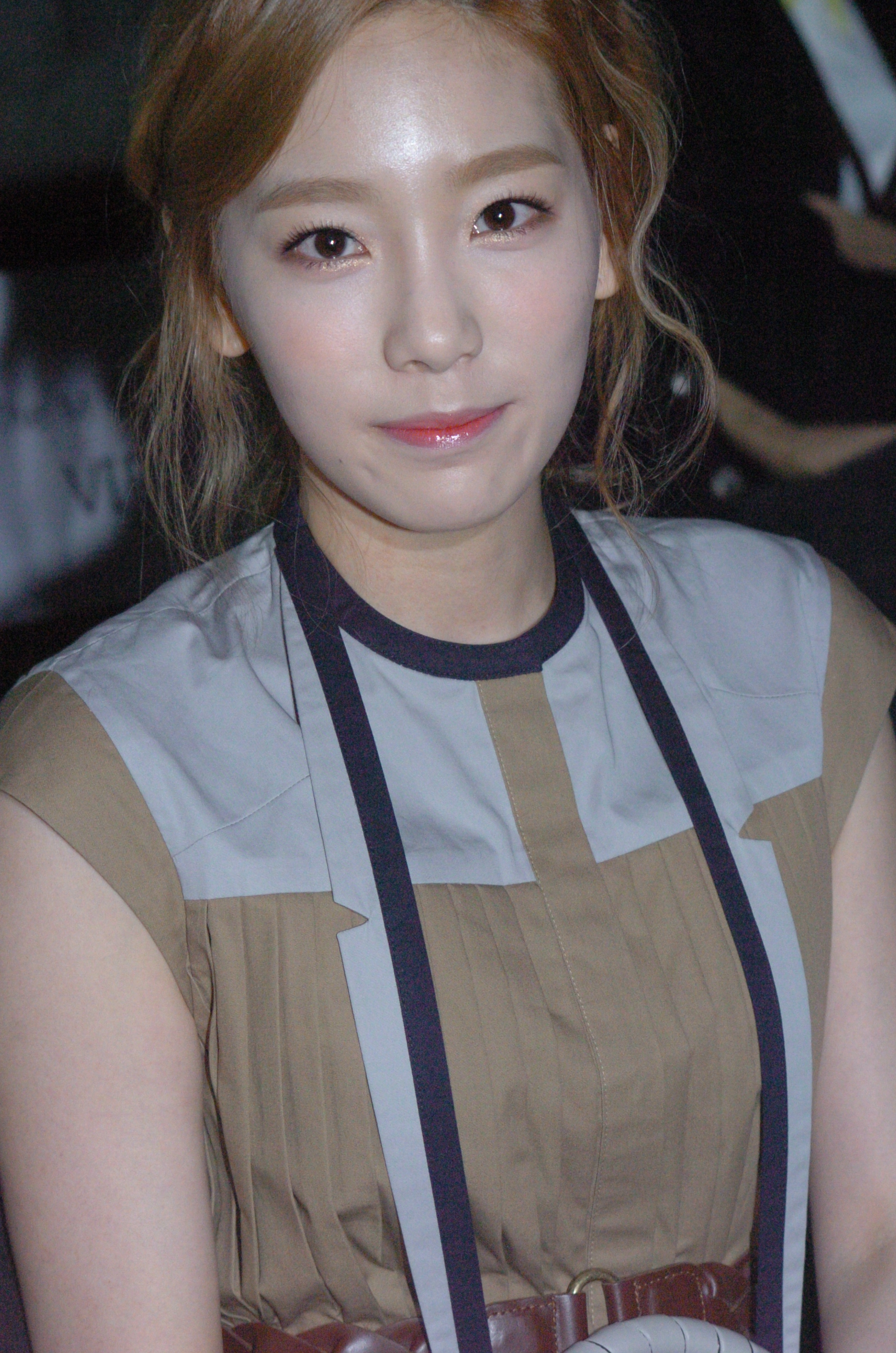
Kim Tae-yeon alla settimana della moda di Seul nel 2012.

Nell'aprile 2008, Kim Tae-yeon diventò una DJ per il programma Kangin & Kim Tae-yeon's Chin Chin Radio su MBC FM4U, insieme a Kangin dei Super Junior. Dopo il ritiro di quest'ultimo un anno dopo, il programma fu rinominato Kim Tae-yeon's Chin Chin Radio e ne divenne l'unica presentatrice fino alla chiusura nell'aprile 2010. Da gennaio ad agosto 2010, fu una dei presentatori del talk show Win Win insieme a Wooyoung dei 2PM, Choi Hwa-jung, Kim Shin-young e Kim Seung-woo. A febbraio 2012, lei, Tiffany e Seohyun presentarono Show! Music Core. Dopo più di un anno, lasciarono il programma ad aprile 2013, salutando il pubblico con un'esibizione speciale della loro canzone "Goodbye, Hello".
Nel 2009, la cantante apparve nel reality-variety show Uri gyeolhonhaess-eo-yo con il commediografo Jeong Hyeong-don, interpretando la vita quotidiana di una coppia sposata. Quando venne dato l'annuncio, in Corea del Sud si sollevò una polemica a causa della differenza d'età di 11 anni tra i due. Il 7 maggio 2010, Kim Tae-yeon debuttò come protagonista nel musical Midnight Sun, basato sul romanzo giapponese "Taiyō no uta" di Aya Denkawa.
Nel 2013, tornò alla radio come DJ per un giorno per il programma Shimshimtapa, insieme alla compagna di gruppo Tiffany.
Kim Tae-yeon fu anche presentatrice occasionale di varie cerimonie di premiazione, e doppiò Margo nelle versioni coreane di Cattivissimo me e Cattivissimo me 2.

## Discografia

### Album in studio
- 2017 – My Voice
- 2019 – Purpose
- 2022 – INVU

## Filmografia

### Drama televisivi
- Unstoppable Marriage (못말리는 결혼) - serie TV, episodio 64 (2008)
- Dorongnyong dosa-wa geurimja jojakdan (도롱뇽도사와 그림자 조작단) – serie TV, episodio 3 (2012)
- Producer (프로듀사) – serie TV, episodio 1 (2015)

### Film
- Cattivissimo me (Despicable me), regia di Pierre Coffin e Chris Renaud (2010) – doppiaggio coreano
- I AM. (아이엠), regia di Choi Jin-seong (2012)
- Cattivissimo me 2 (Despicable me 2), regia di Pierre Coffin e Chris Renaud (2013) – doppiaggio coreano
- My Brilliant Life (두근두근 내 인생), regia di E J-yong (2014)
- SMTown: The Stage, regia Bae Sung-sang (2015)

### Speciali
- YulihanTV: yulihan sigtag (유리한TV: 유리한 식탁) - programma online (2020)
- Yelihan bang (예리한 방) - programma online (2020)
- NAVER-V LIVE ‘What Do I Call You?’ - live broadcast (2020-)
- ?(question mark) - live broadcast (2020)
- SMTOWN Live "Culture Humanity"- concerto online (2020)

### Programmi televisivi
- Music Station (ミュージックステーション) - programma televisivo (2007)
- Hey! Hey! Hey! Music Champ - programma televisivo (2007)
- J-Melo (ジェイメロ) - programma televisivo (2007)
- 8 vs 1 - programma televisivo, episodio 1 (2008)
- Champagne (샴페인) - programma televisivo, episodio 3 (2008)
- Factory Girl (소녀시대의 팩토리 걸) - programma televisivo, episodi 1-4, 7-10 (2008)
- Family-ga tteotda (패밀리가 떴다) - programma televisivo, episodi 13-14 (2008)
- We Got Married 1 (우리 결혼했어요) - programma televisivo, episodi 39, 41-54 (2008, 2009)
- Radio Star (황금어장 라디오스타) - programma televisivo, episodi 77, 209, 312, 368 (2008, 2011, 2013, 2014)
- Another Sky - programma televisivo (2008)
- Infinite Challenge (무한도전) - programma televisivo, episodio 144 (2009)
- Girls' Generation's Horror Movie Factory (소녀시대의 공포영화 제작소) - programma televisivo (2009)
- Girls' Generation's Hello Baby (소녀시대의 헬로 베이비) - programma televisivo, episodi 1-20, 22 (2009)
- Girls' Generation Goes to School (소녀 학교에 가다) - programma televisivo (2009)
- You Hee-Yeol's Sketchbook (유희열의 스케치북) - programma televisivo, episodi 14, 48, 123, 147, 174, 224, 244, 288, 307, 356, 364  (2009, 2010, 2011, 2012, 2013, 2014, 2015, 2016, 2017)
- Strong Heart (강심장) - programma televisivo, episodi 11-12, 103-104, 165-166 (2009, 2013)
- Win Win (김승우의 승승장구) - programma televisivo, episodi 1-26 (2010)
- SHINee Hello Baby (샤이니의 헬로 베이비) - programma televisivo, episodio 5 (2010)
- We Got Married 2 (우리 결혼했어요) - reality show, episodi 40-41, 50-52, 68-70 (2010)
- Right Now It's Girls' Generation (지금은 소녀시대) - programma televisivo (2010)
- Haha Mong Show (하하몽쇼) - programma televisivo, episodio 4 (2010)
- Happy Together (해피투게더) - programma televisivo, episodi 172, 227, 248 (2010, 2011, 2012)
- Running Man (런닝맨) - programma televisivo, episodi 63-64, 112, 254, 363 (2011, 2012, 2015, 2017)
- Let's Go! Dream Team Season 2 (출발 드림팀 - 시즌 2) - programma televisivo, episodio 106 (2011)
- Girls' Generation and the Dangerous Boys (소녀시대와 위험한 소년들) - programma televisivo, episodi 1-5, 7-12 (2011-2012)
- Invincible Youth 2 (청춘불패) - programma televisivo, episodio 22 (2012)
- K-pop Star - Season 1 (K팝스타 - 시즌 1) - programma televisivo, episodi 21 (2012)
- Hello Counselor 1 (안녕하세요 시즌1) - programma televisivo, episodi 75, 106, 164 (2012, 2013, 2014)
- Healing Camp, Aren't You Happy (힐링캠프, 기쁘지 아니한가) - programma televisivo, episodio 132 (2014)
- The Return of Superman (슈퍼맨이 돌아왔다) - programma televisivo, episodi 22, 95-96 (2014)
- Jessica & Krystal (제시카 & 크리스탈) - programma televisivo, episodio 6 (2014)
- The TaeTiSeo - programma televisivo (2014)
- Hidden Singer 3 (히든싱어3) - programma televisivo, episodi 5, 13 (2014)
- Key's Know-how (키스 노하우) - programma televisivo (2015)
- Hyoyeon's One Million Like (효연의 백만 라이크) - programma televisivo, episodi 5-9 (2015)
- Ch. Girl's Generation (채널 소녀시대) - programma televisivo (2015)
- M Countdown (엠카운트다운) - programma televisivo, episodi 435-436, 438, 440, 442-444, 448-451, 453, 456, 737, 740 (2015, 2016, 2022)
- Show! Eum-ak jungsim (쇼! 음악중심) - programma televisivo, episodi 466, 469-472 (2015)
- Weekly Idol (주간 아이돌) - programma televisivo, episodi 212-213 (2015)
- 2015 Idol Star Athletics Ssireum Basketball Futsal Archery Championships (2015 아이돌스타 육상 씨름 농구 풋살 양궁 선수권대회) - programma televisivo, episodio 2 (2015)
- Daily Taengoo Cam (일상의 탱구캠) - programma televisivo (2015)
- 2015 SBS Gayo Daejeon (2015 SBS 가요대전) - programma televisivo (2015)
- 2015 MBC Music Festival: Encyclopedia of Music (2015 MBC 가요대제전: 가요대백과) - programma televisivo (2015)
- Go Fridge (拜托了冰箱) - programma televisivo, episodi 9-10 (2016)
- 2016 SBS Gayo Daejeon (2016 SBS 가요대전) - programma televisivo (2016)
- Seohyun Home (혼자 살아보니 어때) - programma televisivo, episodi 2, 4 (2017)
- Sister's Slam Dunk 2 (언니들의 슬램덩크2) - programma televisivo, episodio 6 (2017)
- Knowing Bros (아는 형님) - programma televisivo, episodi 88-89, 345-346 (2017, 2022)
- Girls For Rest (소녀포레스트) - programma televisivo (2018)
- Cheongdam Keytchen (청담Key친) - programma televisivo, episodio 3 (2018)
- Amazing Saturday (놀라운 토요일) - programma televisivo, episodi 71, 99-100, 135- (2019, 2020, 2021)
- Begin Again 3 (비긴어게인3) - programma televisivo, episodi 7-10, 15-16 (2019)
- Fashionista Taengoo (펫셔니스타 탱구) - programma televisivo (2019-2020)
- Question Mark (퀘스천 마크) - programma televisivo, episodio 73 (2021)
- I Live Alone (나 혼자 산다) - programma televisivo, episodio 388, 481 (2021, 2023)
- Petkage (펫키지) - programma televisivo (2021)
- Yoo Quiz On The Block 3 (유 퀴즈 온 더 블럭 : 시즌 3) - programma televisivo, episodio 121 (2021)
- TaengKey Box (탱키박스) - programma televisivo (2021)
- Queendom 2 (퀸덤2) - programma televisivo (2022)
- Soshi Tamtam (소시탐탐) - programma televisivo (2022)
- The Game Caterers 2 (출장 십오야 시즌2) - programma televisivo, episodi 12-13 (2022)
- MMTG (문명특급) - programma televisivo, episodio 259-260 (2022)
- Queendom Puzzle (퀸덤 퍼즐) - programma televisivo (2023)

## Teatro
- Midnight Sun (2008) – Kaoru